# Llengua Negra
La llengua negra és una llengua fictícia parlada a Mórdor a El Senyor dels Anells i altres obres de J. R. R. Tolkien.
És una llengua artificial creada per en Sàuron per als servidors de Mórdor, reemplaçant les diverses llengües dels orcs, entre d'altres. Tolkien descriu dues formes d'aquest llenguatge: la forma antiga "pura", utilitzada pel mateix Sàuron, els Nazgûl i els Olog-Hai, i una altra forma "degradada" usada pels soldats de Bàrad-dûr cap al final de la Tercera Edat. L'únic exemple de llengua negra "pura" que apareix en les escriptures de Tolkien és la inscripció de l'Anell Únic: el poema dels anells de poder.
Ash Nazg durbatulûk,
ash Nazg gimbatul,
ash Nazg thrakatulûk,
agh burzum-ishi krimpatul,
Traduïdes al català, aquestes paraules signifiquen:
Un Anell per governar-los a tots 
Un Anell per trobar-los 
Un Anell per atreure'ls a tots 
I a la foscor lligar-los 

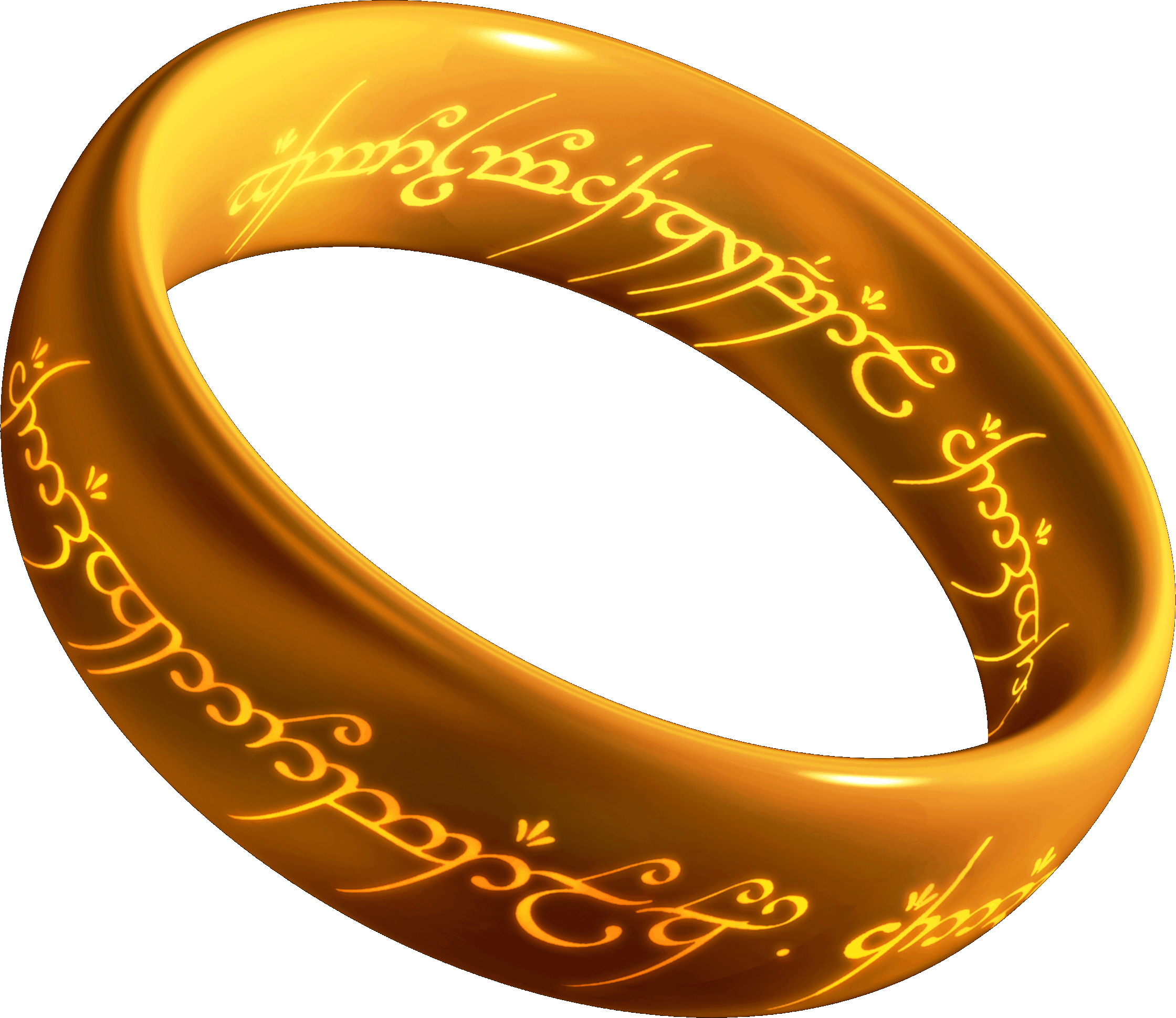
Poema dels anells de poder, inscrit en llengua negra a l' Anell Únic

Dels versos centrals del poema, els més coneguts, inscrits en l'anell, es poden concretar la següent taula:
| Llengua negra | Català                             |
| ------------- | ---------------------------------- |
| ash           | 'un'                               |
| nazg          | 'anell'                            |
| durb-         | 'governar'                         |
| -at           | sufix d'infinitiu                  |
| -ul-          | clític de 3a plural 'a ells'       |
| -ûk           | 'tots'                             |
| gimb-         | 'trobar'                           |
| thrak-        | 'atraure'                          |
| agh           | conjunció 'i'                      |
| burz-         | 'fosc'                             |
| -um           | -tat, -itat (sufix nominalitzador) |
| -ishi         | 'en' (sufix de cas locatiu)        |
| krimp-        | 'lligar'                           |
| gûl           | espectre                           |

D'acord amb la narració de Tolkien, molts dialectes dels orcs van adoptar paraules d'aquesta llengua. La llengua negra estaria basada en el Valarin, ja que Morgoth i els seus seguidors Maiar no posseïen la Flama Imperible, però podien corrompre coses perquè els servissin. És possible que estigui basat també en el quenya. S'especula que era una llengua sense escriptura, per això per al gravat de l'Anell es fa servir l'escriptura en tengwar del sindarin amb certes modificacions.
Havent-la creat de manera que resultés desagradable, Tolkien no gaudia escrivint en llengua negra. Com a resultat, és una de les llengües més fragmentàries de les novel·les. Les forces del bé es neguen a parlar-lo, ja que atreu la mirada de l'Ull d'en Sàuron. A diferència del que succeeix amb els llenguatges èlfics, no hi ha poemes ni cançons escrits en llengua negra, a part de la inscripció de l'Anell. El resultat és una col·lecció de paraules soles que són difícils d'usar en una conversa.
La inscripció de l'Anell i la seva traducció mostren que la llengua negra és una llengua aglutinant i de nucli final (el modificador precedeix el modificat). S'especula que Tolkien es pot haver basat en l'hitita i les llengües hurrito-urartianas.
Per a la trilogia cinematogràfica d'El Senyor dels Anells dirigida per Peter Jackson, el lingüista David Salo va usar les poques mostres conegudes de llengua negra per crear-ne una ideollengua adequada per a la filmació.